# Casa Senyorial de Vecgulbene
La Casa senyorial de Vecgulbene (en letó, Vecgulbenes muižas pils) es troba a la regió històrica de Vidzeme, a Gulbene del nord de Letònia.
La casa senyorial tenia dos edificis principals: El Palau Vermell (en letó, Sarkanā pils) i el Palau Blanc (en letó, Balta pils).

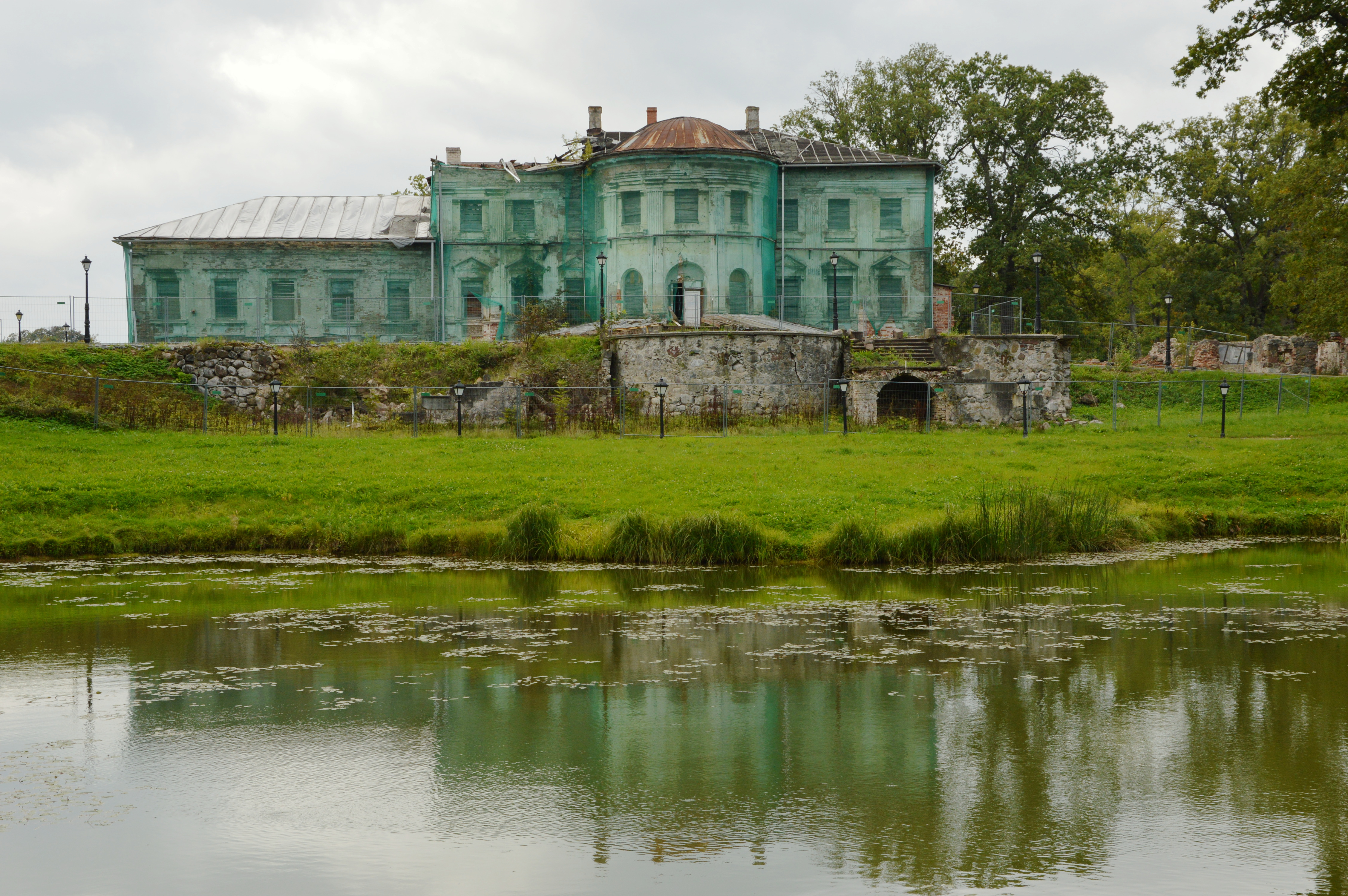
Palau Blanc
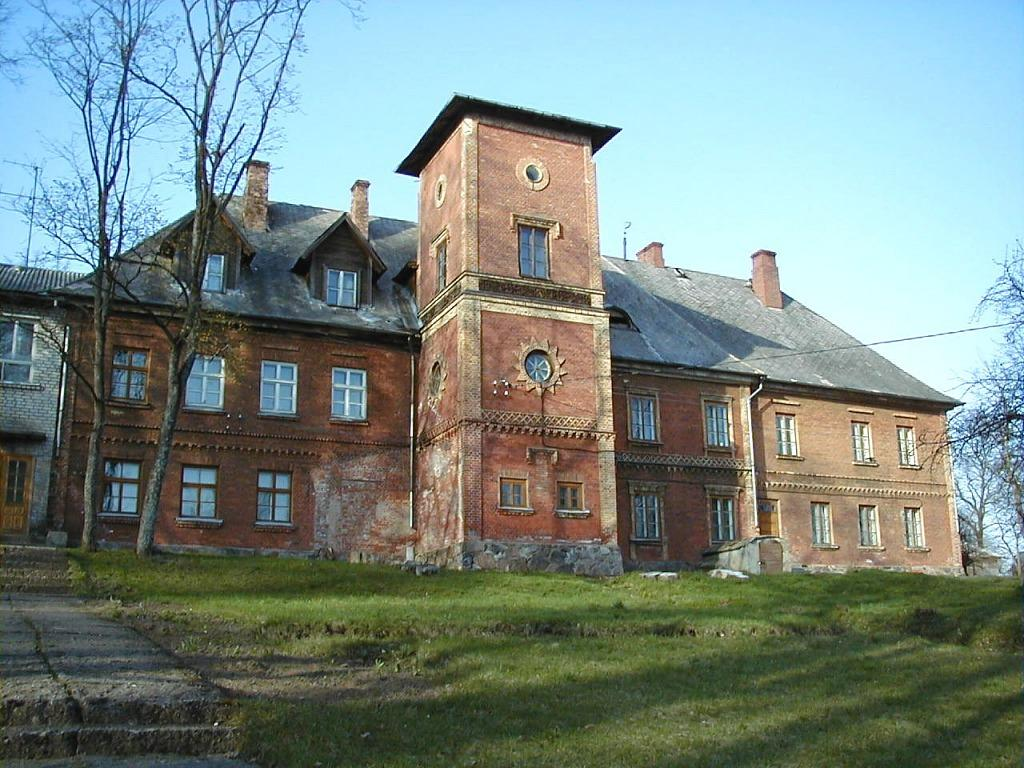
Palau Vermell